# Kanonia przy ul. Ostrów Tumski 11 w Poznaniu
Kanonia przy ul. Ostrów Tumski 11 w Poznaniu – jedna z kanonii zbudowanych w obrębie Ostrowa Tumskiego w Poznaniu w ramach zespołu zabudowy związanej z poznańską kapitułą katedralną. Jest jedną z najstarszych i najcenniejszych kanonii poznańskich. Stoi na północ od psałterii i kościoła Najświętszej Marii Panny.

## Historia

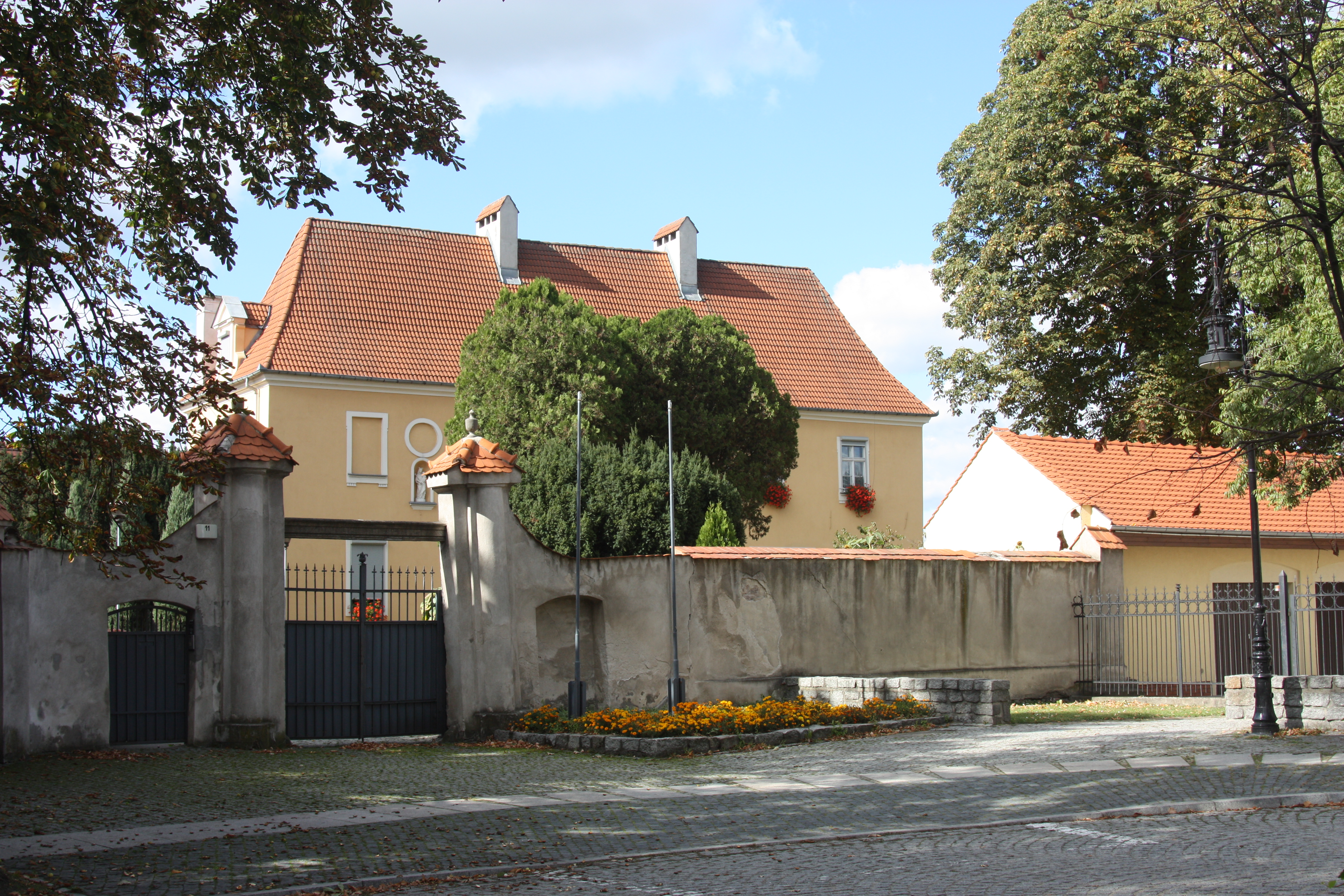
Widok od strony placu katedralnego

Wokół poznańskiej katedry przez wieki realizowana była zabudowa związana z mieszkaniami dla środowiska kapitulnego – początkowo były to obiekty głównie drewniane, potem szachulcowe, a w końcu murowane. Większość zachowanych kanonii reprezentuje architekturę wieków XVIII i XIX. Najcenniejsze są dwie: fundacji Godziemba (najstarsza z dochowanych) i zlokalizowana przy ul. Mieszka I 11.
Dwukondygnacyjny, murowany, otynkowany obiekt wsparty został przez budowniczych na murze okalającym Ostrów Tumski wzniesionym z inicjatywy biskupa Jana Lubrańskiego. Jednotraktowy budynek wzniesiono w końcu XVI wieku na planie prostokąta. W części południowej jest podpiwniczony. Pośrodku elewacji zachodniej (od ul. Panny Marii) ma płytki ryzalit. W wiekach XVIII i XIX znacząco go przebudowano, m.in. poważne zmiany wprowadzono w zakresie klatki schodowej (sień). Zachowana jest część gotyckiego wątku ceglanego w przyziemiu, a także sklepienia kolebkowe w piwnicy. W drugiej połowie XVIII wieku utworzono reprezentacyjny wjazd od strony placu przed katedrą (brama z filarami, wazami, półkolumnami i spływami). W 1804 mieszkał w kanonii kanonik Zakrzewski. W 1828 wyposażono obiekt w nowe okna i drzwi. Za pomocą łącznika uzyskuje połączenie z kanonią pod nr 10.
W 2005 kanonia przeszła remont, podczas którego skuto część starych tynków i położono nowe. Przeprowadzono wówczas badania architektoniczne budynku. Kolejne badania przeprowadził Jerzy Borwiński w 2014 (wnętrza i więźba dachowa). Badania Borwińskiego wykazały, że budynek obecną swą formę architektoniczną uzyskał w wyniku gruntownych przekształceń budowlanych, jakie  przeprowadzono w XVIII, XIX i XX wieku. Określono też czas budowy pierwotnego obiektu (o około ⅓ krótszego od obecnego) na koniec lat 70. XV wieku. Gotycki ten budynek wieńczyły pionowe szczyty zakończone trójkątnie lub schodkowo. Okna miały zupełnie inne rozmieszczenie. Przebudowa dachu nastąpiła pod koniec XVIII stulecia (wtedy też zlikwidowano gotyckie szczyty).